# Zaśnięcie Marii Panny z Košátek
Zaśnięcie Marii Panny z Košátek – gotycki obraz namalowany przez nieznanego artystę czeskiego,  najpewniej w latach około 1340–1345. Dzieło to przedstawia leżącą na łożu Marię, w otoczeniu dwunastu apostołów i stojącego pośrodku Jezusa Chrystusa, trzymającego mała postać Matki Boskiej, która symbolizuje Jej duszę. Obraz ten jest cennym przykładem gotyckiego malarstwa tablicowego w Czechach. Pochodzi najprawdopodobniej z zamku w miejscowości Košátky, stąd nazwa dzieła. Obraz obecnie jest prezentowany w Museum of Fine Arts w Bostonie (Massachusetts, USA).

## Wygląd
Tematem obrazu jest Zaśnięcie Marii Panny. Matka Boża leży na gotyckim łożu, które wypełnia niemal całą szerokość kompozycji. Ukazana została jako młoda niewiasta leżąca wzdłuż łoża i ma lekko podniesioną głowę. Jej blada twarz charakteryzuje się delikatnymi rysami. Odziana jest w szafirowy welon i płaszcz (z ciemnożółtą podszewką), który okrywa ciemnobłękitną suknię. Bezradnie złożone dłonie i zamknięte oczy są symptomami zaśnięcia, które wywołuje silne poruszenie wśród tłocznie zgromadzonych apostołów. Każdy z nich charakteryzuje się odmiennymi cechami fizjonomicznymi, kolorem włosów, układem zarostu, ponadto malarz usiłował zróżnicować gesty a nawet psychikę uczniów Jezusa. Ten stoi na osi kompozycji, prawą ręką błogosławi leżącą Marię, zaś w lewej trzyma zminiaturyzowaną kobiecą postać. Postać ta charakteryzuje się młodym wiekiem, delikatnymi rysami twarzy i modelunkiem ciała, falującymi, długimi, jasnobrunatnymi włosami, białą szatą z ramiączkami oraz złotą koroną. W tradycji ikonograficznej utożsamianą jako dusza Marii. Chrystus i większość apostołów mają delikatnie modelowane rysy twarzy i dłonie; twarz Syna Bożego charakteryzuje się ciemną karnacją, dużymi oczami delikatnie zaznaczonymi falującymi kosmykami ciemnych włosów i zarostu. Na głowie ma złotą koronę, której obręcz zdobią szmaragdy i rubiny, zwieńczenie ma formę stylizowanego liścia winorośli. Granatową tunikę przysłania czerwony płaszcz o miękkich fałdach. Ponadto szaty Jezusa oraz Marii zdobią złocone obszycia ze stylizowanymi motywami geometrycznymi i roślinnymi. Zbliżony motyw widoczny jest na górnej krawędzi boku łoża, na którym leży Maria, przy czym ornament cechuje się trójwymiarowością. Całość charakteryzuje się wysublimowaną grą kontrastów, złoceń (m.in. fragmenty tła, nimby) z wysmakowaną kolorystyką, realizmu ze stylizowaniem, przestrzeni z płaszczyzną.        
Scenerię kompozycji tworzy ukazane zgodnie z porządkiem perspektywy zbieżnej wnętrze gotyckiej, dwuczęściowej komnaty, której pierwsza z nich jest nakryta kasetonowym stropem, zaś w najdalszym planie znajduje się aneks, wyodrębnionym od reszty trzema ostrołukowymi arkadami. Poza łukami, na żagielkach stylizowane liście i trójpłatkowe kwiaty. Aneks jest nakryty sklepieniem krzyżowo-żebrowym, wspartym na filarach, które zdobią kapitele. Całość pomieszczenie zamyka ściana przepruta trzema ostrołukowymi oknami z dekoracją maswerkową. Środkowe okno wypełnia witraż z dwoma wizerunkami świętych. Na samej górze obrazu widoczne są dwa małe dzwony (wraz ze szczegółowo namalowanymi konstrukcjami i sznurkami), zawieszone w wyodrębnionych wgłębieniach, czterolistnym (pośrodku) i prostokątnym (po prawej), po lewej zaś brakuje dzwonu; malarz namalował jedynie fragment zawieszenia. Jeden z apostołów ostentacyjnie rozdzwania zawieszony po prawej stronie instrument oznajmiając moment zaśnięcia Marii. Obok, na drewnianej belce dostrzegalny jest ornament z motywem czteroramiennej gwiazdy i lilii heraldycznej.        
Obraz w obecnym stanie zachował się fragmentarycznie; u dołu jest przycięty, co poświadczają widoczne przy dłuższym boku łoża ukazane do wysokości ramion trzy postaci, dwie kobiety z welonami oraz zakonnik (najprawdopodobniej przedstawiciel Benedyktynów lub Augustianów) w czarnym habicie i z tonsurą na głowie.

## Analiza
Malowidło to najprawdopodobniej stanowiło część środkową retabulum. Wysoki poziom malarski dzieła umacnia przekonania badaczy o dworskim charakterze dzieła, które namalował uzdolniony i zaznajomiony z malarstwem północnej Italii malarz działający w kręgu praskiego dworu cesarza Karola IV Luksemburskiego, którego pierwszą małżonką była Blanka de Valois, córka Karola Walezjusza. Zdobiące belkę stropu heraldyczne lilie część badaczy interpretuje jako nawiązanie do godła Królestwa Francji.
Do 1922 roku malowidło znajdowało się w zamku Košátky koło Mladá Boleslav, który mimo licznych przebudów zachował się do dziś. Do roku 1420 należał do rodu Weitmile, następnie od około połowy XV aż do XX stulecia stanowił majątek rodu Kolovratów. Ze wspomnianego rodu Weitmile pochodził Beneš Krabice (zm. 1375) możny działający na dworze cesarza Karola IV, który był nadwornym kronikarzem cesarza, kanonikiem kapituły katedry Świętego Wita w Pradze, a także pełnił funkcję trzeciego kierownika budowy hradczańskiej katedry. Wizerunek Beneša Krabice został odkuty przez Petera Parlera w zaszczytnym miejscu katedry praskiej - galerii triforium prezbiterium, w której prócz wspomnianego dworzanina ukazano popiersia m.in. cesarzy Karola IV i Wacława IV wraz ze wszystkimi ich żonami, pierwszych arcybiskupów praskich oraz architektów i głównych budowniczych świątyni. 
Od strony ikonograficznej Zaśnięcie Marii Panny z Košátek reprezentuje typ Koimesis (gr. Κοίμησις) ukształtowany w tradycji Kościołów Wschodnich i preferowany w sztuce bizantyńskiej (m.in. mozaika w kościele Świętego Zbawiciela na Chora koło Konstantynopola) i malarstwie ikonowym (m.in. jedna z ikon szkoły nowogrodzkiej). Motyw ten charakteryzujący się konającą na łożu Marią w otoczeniu apostołów oraz Chrystusa trzymającego małą postać Matki Bożej - Jej duszy, w dojrzałym i późnym średniowieczu wielokrotnie występował w sztuce łacińskiej Europy. Wśród przykładów zalicza się  m.in. tympanon portalu południowego ramienia transeptu katedry w Strasburgu, na jedną z kwater Maesty pędzla Duccia di Buoninsegni, dolna strefa środkowej części Poliptyku Grudziądzkiego czy kwatera ołtarza z Wurzach pędzla Hansa Multschera. 
Od strony stylistycznej Zaśnięcie Marii z Košátek charakteryzuje się syntezą kształtującego się w Czechach malarstwa gotyckiego oraz silnym wpływem malarstwa północnej Italii, głównie mistrzów działających w Sienie i Asyżu. Italianizmy pojawiały się wielokrotnie w sztuce dworskiej cesarza Karola IV Luksemburskiego, która oddziaływała także na północ od Pragi, m.in. na kształtujące się wówczas malarstwo na Śląsku. Część badaczy przypisuje lub wiąże z autorem Zaśnięcia Marii z Košátek znaleziony w kościele w dolnośląskiej Świerzawie i prezentowany obecnie we wrocławskim Muzeum Narodowym obraz (prawdopodobnie część dyptyku) przedstawiający Trójcę Świętą w typie Tronu Łaski.